# ラーモアの公式

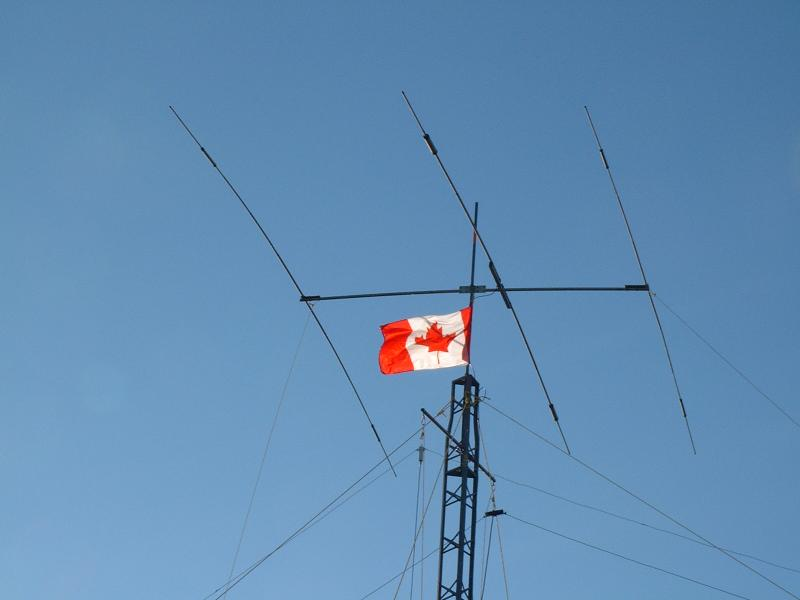
八木・宇田アンテナ。アンテナ内で加速された電子から電波が放射される。この過程はコヒーレントであり、放射される全エネルギーは加速される電子の個数の2乗に比例する。

ラーモアの公式（ラーモアのこうしき、英: Larmor formula）は、非相対論的な点電荷の加速において単位時間当たりに放射されるエネルギーを計算するのに用いられる。この式は古典電磁気学として知られる物理学の分野で用いられるが、古典的な核磁気共鳴におけるラーモア歳差運動と混同してはならない。1897年、ジョゼフ・ラーモアにより光の波動論を論じる中で導出された。
荷電粒子（例えば電子、陽子、イオン）は、加速運動をするとき電磁波の形でエネルギーを放出する。速度が光速と比べて小さいとき、放出される単位時間当たりの総エネルギーは次のラーモアの公式で計算される：
{\displaystyle P={2 \over 3}{\frac {q^{2}a^{2}}{4\pi \varepsilon _{0}c^{3}}}={\frac {q^{2}a^{2}}{6\pi \varepsilon _{0}c^{3}}}{\mbox{ (SI units)}}}
{\displaystyle P={2 \over 3}{\frac {q^{2}a^{2}}{c^{3}}}{\mbox{ (cgs units)}}}
ここで {\displaystyle a} は固有加速度、{\displaystyle q} は電荷、{\displaystyle c} は光速度である。相対論的な一般化はリエナール・ヴィーヘルト・ポテンシャルを用いることで与えられる。
どちらの単位系であっても、1個の電子から放出されるエネルギーは古典電子半径と電子の静止質量を用いて次のように表せる：
{\displaystyle P={2 \over 3}{\frac {m_{e}r_{e}a^{2}}{c}}}

## 導出

### 導出1：数学的アプローチ（CGS単位系）
まず、電場と磁場の形を求める必要がある。これらの場は次のように書ける（完全な導出についてはリエナール・ヴィーヘルト・ポテンシャルを参照）。
{\displaystyle {\boldsymbol {E}}({\boldsymbol {r}},t)=q\left({\frac {{\boldsymbol {n}}-{\boldsymbol {\beta }}}{\gamma ^{2}(1-{\boldsymbol {\beta }}\cdot {\boldsymbol {n}})^{3}R^{2}}}\right)_{\rm {ret}}+{\frac {q}{c}}\left({\frac {{\boldsymbol {n}}\times [({\boldsymbol {n}}-{\boldsymbol {\beta }})\times {\dot {\boldsymbol {\beta }}}]}{(1-{\boldsymbol {\beta }}\cdot {\boldsymbol {n}})^{3}R}}\right)_{\rm {ret}}}
および
{\displaystyle {\boldsymbol {B}}={\boldsymbol {n}}\times {\boldsymbol {E}}}
ここで {\displaystyle {\boldsymbol {\beta }}} は電荷の速度を {\displaystyle c} で割ったもの、{\displaystyle {\dot {\boldsymbol {\beta }}}} は電荷の加速度を {\displaystyle c} で割ったもの、{\displaystyle {\boldsymbol {n}}} は {\displaystyle {\boldsymbol {r}}-{\boldsymbol {r}}_{0}} 方向の単位ベクトル、{\displaystyle R} は {\displaystyle {\boldsymbol {r}}-{\boldsymbol {r}}_{0}} の絶対値、{\displaystyle {\boldsymbol {r}}_{0}} は電荷の位置、{\displaystyle \gamma =(1-\beta ^{2})^{-1/2}} であり、右辺の各項は遅延時間 {\displaystyle t_{\text{r}}=t-R/c} におけるものである。
右辺は、荷電粒子の速度に関係する項と加速度に関係する項の和になっている。速度に関係する場は {\displaystyle {\boldsymbol {\beta }}} のみに依存する一方、加速度に関係する場は {\displaystyle {\boldsymbol {\beta }}} と {\displaystyle {\dot {\boldsymbol {\beta }}}}、およびそれらのなす角に依存している。速度に関係する場は {\displaystyle 1/R^{2}} に比例するため、距離が大きくなっていくとき急速に減少する。一方、加速度に関係する場は {\displaystyle 1/R} に比例し、距離に関してはより緩慢にしか減少しない。これより、加速度に関係する項が放射場を代表し、電荷からのエネルギーの放出の大半を担う。
放射場のエネルギー流束密度は、ポインティング・ベクトル
{\displaystyle {\boldsymbol {S}}={\frac {c}{4\pi }}{\boldsymbol {E}}_{\text{a}}\times {\boldsymbol {B}}_{\text{a}}}
を計算することで求められる。ここで下付きの 'a' は、加速度の項のみをとっていることの強調である。電場と磁場の関係式を代入し、粒子は時刻 {\displaystyle t_{\text{r}}} の瞬間に静止しているとすると、数式は簡単化されて
{\displaystyle {\boldsymbol {S}}={\frac {q^{2}}{4\pi c}}\left|{\frac {{\boldsymbol {n}}\times ({\boldsymbol {n}}\times {\dot {\boldsymbol {\beta }}})}{R}}\right|^{2}{\boldsymbol {n}}}
となる。加速度の方向と観測方向のなす角を {\displaystyle \theta } とし、加速度の記号 {\displaystyle {\boldsymbol {a}}={\dot {\boldsymbol {\beta }}}c} を導入すると、単位立体角当たりの放出されるエネルギーは
{\displaystyle {\frac {dP}{d\Omega }}={\frac {q^{2}}{4\pi c}}{\frac {\sin ^{2}(\theta )\,a^{2}}{c^{2}}}}
となる。放射される単位時間当たりのエネルギーの総計はこの量を全立体角にわたって積分（つまり、{\displaystyle \theta } と {\displaystyle \phi } について積分）すれば求まり、
{\displaystyle P={\frac {2}{3}}{\frac {q^{2}a^{2}}{c^{3}}}}
となる。これが非相対論的な加速された電荷によるラーモアの結果であり、
この式によって放射のエネルギーが粒子の加速度と結び付けられる。明らかに加速度が大きくなればなるほど放射も大きくなるが、これは放射場が加速度に依存することから予期されることである。

### 導出2：エドワード・ミルズ・パーセルのアプローチ
完全な導出は末尾の出典を参照。ここでは理解の補助となる説明を行う。
このアプローチは光速度の有限性を出発点とする。等速運動を行う電荷は放射の方向に電場 {\displaystyle E_{r}} を作り（電荷からの距離 {\displaystyle R}）、この場は電荷の将来位置から常に発生する。これに垂直な電場はゼロである{\displaystyle (E_{t}=0)}。
この将来位置は速度が一定である限りは完全に決定的である。電荷が速度を変えるとき（例えば微小時間のうちに跳ね返るとき）、将来位置は「ジャンプ」し、その瞬間以降、電場 {\displaystyle E_{r}} は「新しい」位置から生じるようになる。電場が連続的でなければいけないことから、ゼロでない電場の垂直成分 {\displaystyle E_{t}} が現れ、これは（電場の放射方向成分が {\displaystyle 1/R^{2}} に比例して減少するのとは異なって）{\displaystyle 1/R} に比例して減少する。
よって、電荷から遠く離れた点では {\displaystyle E_{r}} は {\displaystyle E_{t}} と比べて無視でき、また {\displaystyle 1/R^{2}} のように振る舞う場はポインティング・ベクトルが {\displaystyle 1/R^{4}} のように振る舞うために放射をし得ない。垂直成分は
{\displaystyle E_{t}={{ea\sin(\theta )} \over {4\pi \varepsilon _{0}c^{2}R}}}
となる（SI）。ラーモアの公式を得るには、電荷から遠距離 {\displaystyle R} での {\displaystyle E_{t}} によるポインティング・ベクトル
{\displaystyle {\boldsymbol {S}}={E_{t}^{2} \over \mu _{0}c}{\boldsymbol {\hat {r}}}={{e^{2}a^{2}\sin ^{2}(\theta )} \over {16\pi ^{2}\varepsilon _{0}c^{3}R^{2}}}{\boldsymbol {\hat {r}}}}
を全角度にわたって積分する必要がある。これにより、
{\displaystyle P={{e^{2}a^{2}} \over {6\pi \varepsilon _{0}c^{3}}}}
が得られる（SI）。数学的には
{\displaystyle P={{\mu _{0}e^{2}a^{2}} \over {6\pi c}}}
と同じである。{\displaystyle c^{2}=1/\mu _{0}\epsilon _{0}} だから、記事冒頭で引用した結果、
{\displaystyle P={2 \over 3}{\frac {q^{2}a^{2}}{4\pi \varepsilon _{0}c^{3}}}={\frac {q^{2}a^{2}}{6\pi \varepsilon _{0}c^{3}}}}
が得られる。

## 相対論的一般化

### 共変形式
運動量 p を用いて非相対論的なラーモアの公式（CGS単位系）を書くと
{\displaystyle P={\frac {2}{3}}{\frac {q^{2}}{m^{2}c^{3}}}|{\dot {\boldsymbol {p}}}|^{2}}
であり、P はローレンツ不変量であることが示せる。よって、ラーモアの公式をどのように相対論的に一般化するにしても、P をローレンツ不変量と結び付けなければならない。非相対論的な場合に量 {\displaystyle |{\dot {\boldsymbol {p}}}|^{2}} が現れることから、相対論的に正しい公式には、4元加速度 aμ = dpμ/dτ（pμ = (γmc, γmv) は4元運動量）の自分自身との内積で得られるローレンツ不変なスカラーが含まれているべきだと示唆される。相対論的に正しいラーモアの公式（CGS単位系）は次のようになる。
{\displaystyle P=-{\frac {2}{3}}{\frac {q^{2}}{m^{2}c^{3}}}{\frac {dp_{\mu }}{d\tau }}{\frac {dp^{\mu }}{d\tau }}}
この内積は
{\displaystyle {\frac {dp_{\mu }}{d\tau }}{\frac {dp^{\mu }}{d\tau }}=\beta ^{2}\left({\frac {dp}{d\tau }}\right)^{2}-\left({\frac {d{\boldsymbol {p}}}{d\tau }}\right)^{2}}
で与えられるとわかるので、β ≪ 1 の極限では {\displaystyle -|{\dot {\boldsymbol {p}}}|^{2}} に帰着し、非相対論的な場合の式が再現される。

### 非共変的な形式
上記の内積は β とその時間微分を使って書ける。するとラーモアの公式の相対論的な一般化はCGS単位系で次のようになる。
{\displaystyle P={\frac {2q^{2}\gamma ^{6}}{3c}}\left[({\dot {\boldsymbol {\beta }}})^{2}-({\boldsymbol {\beta }}\times {\dot {\boldsymbol {\beta }}})^{2}\right]}
これはリエナールによる結果で、最初に得られたのは1898年であった。{\displaystyle \gamma ^{6}} から、ローレンツ因子 {\displaystyle \gamma =1/{\sqrt {1-\beta ^{2}}}} が1に非常に近いとき（つまり {\displaystyle \beta \ll 1} のとき）、粒子からの放射は無視できそうである。しかし {\displaystyle \beta \rightarrow 1} となるときは、粒子が電磁波としてエネルギーを失っていくときの放射は {\displaystyle \gamma ^{6}} に応じて増大する。また加速度と速度が直交するとき、係数には {\displaystyle 1-\beta ^{2}=1/\gamma ^{2}} が掛かって減じられ、因子 {\displaystyle \gamma ^{6}} は {\displaystyle \gamma ^{4}} になる。運動が速ければ速いほどこの低減の度合いは大きくなる。
リエナールの結果を使うと、様々な運動の下でどのような放射が減衰していくと想定されるかを予測することができる。

### 角度分布
放出されるエネルギーの角度分布は、粒子が相対論的かどうかにかかわらず適用できる一般的な公式を用いて求められる。CGS単位系で、公式は
{\displaystyle {\frac {dP}{d\Omega }}={\frac {q^{2}}{4\pi c}}{\frac {|{\boldsymbol {\hat {n}}}\times [({\boldsymbol {\hat {n}}}-{\boldsymbol {\beta }})\times {\dot {\boldsymbol {\beta }}}]|^{2}}{(1-{\boldsymbol {\hat {n}}}\cdot {\boldsymbol {\beta }})^{5}}}}
となる。ここで {\displaystyle {\boldsymbol {\hat {n}}}} は粒子から観測者へ向かう単位ベクトルである。直線運動（速度と加速度が平行）の場合、この式は
{\displaystyle {\frac {dP}{d\Omega }}={\frac {q^{2}a^{2}}{4\pi c^{3}}}{\frac {\sin ^{2}\theta }{(1-\beta \cos \theta )^{5}}}}
と単純化される。ここで {\displaystyle \theta } は粒子から観測者へ向かう方向と粒子の運動方向のなす角である。

## 論点とその含意

### 放射の反作用
荷電粒子からの放射はエネルギーと運動量を運ぶ。エネルギーと運動量の保存則を満たすためには、荷電粒子は放射のタイミングで反跳を受けなければならない（放射は荷電粒子に追加的な力を及ぼさねばならない）。この力はアブラハム・ローレンツ力（非相対論的極限）、アブラハム・ローレンツ・ディラック力（相対論的な場合）として知られている。

### 原子物理学
原子核のまわりを回る古典的電子は加速運動をし、放射を行う。結果として、電子はエネルギーを失い原子核へ墜落せねばならない。そのため古典力学によれば原子は安定ではない。この古典的な予測は安定的な電子軌道という観測と対立する。この問題は原子物理学の量子力学による記述（最初期のものはボーア模型）を用いて解決された。

## 注記
1. ↑  {\displaystyle \beta \left(t_{\text{r}}\right)\neq 0} の場合はより複雑にはなるものの、取り扱うことはできる。例えば Griffiths の Introduction to Electrodynamics を参照。